# Sân bay quốc tế Nashville
Sân bay quốc tế Nashville (IATA: BNA, ICAO: KBNA) là một sân bay hỗn hợp quân sự và dân dụng ở đông nam Nashville, Tennessee. Sân bay này được phục vụ bằng xe buýt MTA # 18. Sân bay Nashville phục vụ gần 10 triệu hành khách trong năm 2008, và hơn 80.000 tấn hàng trong năm 2008. Nhà ga có diện tích 84.000 m² với 47 cửa. Sân bay này đóng góp 3,74 tỷ USD trong hoạt động kinh tế và 1,18 tỷ USD tiền lương và hơn 39.700 công ăn việc làm hàng năm cho nền kinh tế khu vực. 
Sân bay mở cửa vào năm 1937 như với tên sân bay Berry, được đặt tên sau Harry S. Berry, người quản trị Tennessee cho Cục Quản lý tiến độ công trình. Sân bay có diện tích340 mẫu Anh (1,4 km²).
Trong Thế chiến II, sân bay được sử dụng bởi quân đội Hoa Kỳ.